# Anne Abel Smith
Anne Abel Smith (Reino Unido, 28 de julio de 1932), anteriormente conocida como Anne Liddell-Grainger, es una aristócrata británica y trabajadora benéfica cristiana. Tataranieta de la reina Victoria y prima de la reina Isabel II, estuvo casada durante 25 años con el político escocés David Liddell-Grainger y es madre del diputado conservador Ian Liddell-Grainger . Cuando tenía sesenta años, asistió a reuniones evangélicas en Kennington, hizo obra misional en África y la reina la invitaba a menudo al Royal Ascot y a otras funciones.

## Temprana edad y educación
Anne nació Lady Anne Mary Sibylla Abel Smith de Lady May Abel Smith y Sir Henry Abel Smith en 1932. Era la mayor de sus tres hijos y hermana mayor de Richard Abel Smith y Elizabeth. Es descendiente directa de la reina Victoria; su madre era la hija mayor de la princesa Alicia de Albany, que era la hija mayor del hijo menor de Victoria, el príncipe Leopoldo. Sus abuelos fueron la princesa Alicia, condesa de Athlone y Alexander Cambridge, primer conde de Athlone.
Asistió al King's Hall Compton en Sherbrooke, Quebec, Canadá, cuando tenía doce años.

## Vida personal
Anne se casó con David Liddell-Grainger, un político escocés, el 14 de diciembre de 1957. Su ceremonia de boda se llevó a cabo en la Capilla de San Jorge en el Castillo de Windsor. A Anne le asistieron ocho damas de honor, entre ellas Beatriz e Irene de Holanda, y Cristina de Suecia, y llevaba un velo hecho para la boda de la reina María  y una tiara de diamantes que le prestó una prima.
La pareja tuvo cinco hijos, incluido Ian Liddell-Grainger, quien se convirtió en el primer descendiente directo de la reina Victoria en ser elegido miembro de la Cámara de los Comunes en 2001.
En 1963, Anne y su marido se hicieron dueños de dos perros de caza del faraón mientras estaban de vacaciones en Malta. En los años siguientes se hizo un esfuerzo por intentar introducir la raza en Reino Unido; En 1966, sólo se registraron diez perros de caza del faraón en el Reino Unido, y la pareja poseía cinco en el castillo de Ayton en Escocia.
Se divorció de David después de 25 años de matrimonio.

## Trabajo de caridad
En una rara entrevista en 1998, Abel Smith le dijo a The Mirror que era una pasajera frecuente a bordo del barco hospital MV Anastasis, y que se pagaba sus propios gastos para unirse a misiones cristianas en países del Tercer Mundo como voluntaria.